# Frankrijk op het Eurovisiesongfestival 1993
Frankrijk deed in 1993 voor de zesendertigste keer mee aan het Eurovisiesongfestival. In de Ierse stad Millstreet werd het land op 15 mei vertegenwoordigd door Patrick Fiori met het lied "Mama Corsica". Hij eindigde met 121 punten op de 4de plaats.

## Nationale voorselectie
Net zoals het voorbije jaar, koos men ervoor om een interne selectie te houden.
Men koos voor de zanger Patrick Fiori met het lied "Mama Corsica".

## In Millstreet
In Ierland moest Frankrijk optreden als 12de, net na Portugal en voor Zweden. Op het einde van de puntentelling werd duidelijk dat Frankrijk de derde plaats had gegrepen met 121 punten.
Men ontving twee keer het maximum van de punten.

### Gekregen punten
Van Nederland en België ontving het respectievelijk 3 en 0 punten.

#### Finale
| 12 punten               | 10 punten                                      | 8 punten                              | 7 punten               | 6 punten                |
| ----------------------- | ---------------------------------------------- | ------------------------------------- | ---------------------- | ----------------------- |
| - Denemarken - Portugal | - Cyprus - Ierland                             | - IJsland - Israël - Kroatië - Zweden | - Oostenrijk - Turkije | - Luxemburg - Noorwegen |
| 5 punten                | 4 punten                                       | 3 punten                              | 2 punten               | 1 punt                  |
|                         | - Slovenië - Verenigd Koninkrijk - Zwitserland | - Griekenland - Nederland             |                        | - Finland               |

### Punten gegeven door Frankrijk

#### Finale
Punten gegeven in de finale:
| 12 punten | Zwitserland           |
| 10 punten | Ierland               |
| 8 punten  | Portugal              |
| 7 punten  | Griekenland           |
| 6 punten  | Verenigd Koninkrijk   |
| 5 punten  | Italië                |
| 4 punten  | Bosnië en Herzegovina |
| 3 punten  | Oostenrijk            |
| 2 punten  | Malta                 |
| 1 punt    | Israël                |